# Limonia nussbaumi
Limonia nussbaumi là một loài ruồi trong họ Limoniidae. Chúng phân bố ở miền Cổ bắc.